# Karin Jacobsen
Karin Jacobsen (* 14. März 1924 in Düren; † 19. September 1989 in Nußdorf am Inn, Landkreis Rosenheim) war eine deutsche Schauspielerin, Regisseurin und Autorin.

## Leben
Karin Jacobsen, geboren als Tochter von Johanna Jacobsen, geborene Schumacher, und des Kaufmanns Wilhelm Jacobsen im rheinländischen Düren, absolvierte eine Schauspielausbildung in Köln.  
Nach dem Zweiten Weltkrieg hatte sie ab 1945, unter der Intendanz von Willy Maertens, ein Festengagement am Thalia Theater in Hamburg. Dort spielte sie 1948, neben Carl-Heinz Schroth, in dem Stück Die Hofloge von Karl Farkas. Weitere Rollen am Thalia-Theater waren: Tatjana in dem Theaterstück Towarisch von Jacques Deval (1952), Elmire in Tartuffe (1952), Estelle in Die tätowierte Rose (1952), Irene in dem Schauspiel Geliebter Schatten von Jacques Deval (1952; Deutsche Erstaufführung) und Florence in der Uraufführung des von ihr selbst verfassten Lustspiels Wege des Zufalls (1953). Weitere Bühnenrollen spielte sie am Thalia-Theater in Mrs. Cheneys Ende von Frederick Lonsdale (Spielzeit 1954/55) und in Spiel im Schloss von Ferenc Molnár (Spielzeit 1954/55). Im Jahr 1983 wurde Jacobsen „Münchener Regisseurin des Jahres 1983“ (Leserwahl der Münchener Theaterzeitung). Noch bis kurz vor ihrem Tod stand sie in dem von ihr selbst verfassten Stück Windbeutel zum Hochzeitstag auf der Bühne des Münchener Theaters Die Kleine Freiheit, wo sie ihre letzte künstlerische Heimat fand.
Ihre ersten Filmrollen spielte sie Ende der 1940er in verschiedenen Nachkriegsfilmen, unter anderem in Die Andere, Artistenblut und Furioso. Eine kleine Rolle spielte sie 1952 unter der Regie von Kurt Hoffmann in der Komödie Wochenend im Paradies. Neben ihrer Tätigkeit als Schauspielerin arbeitete Jacobsen in den 1950er Jahren auch als Drehbuchautorin, unter anderem bei den Filmen Männer im gefährlichen Alter, Fräulein vom Amt und Wege des Zufalls. Regie bei diesen Filmen führte Carl-Heinz Schroth, mit dem Jacobsen von 1949 bis 1968 verheiratet war.
Jacobsen wechselte später zum Fernsehen, wo sie weiterhin als Schauspielerin und Drehbuchautorin arbeitete. Im Fernsehen übernahm sie unter anderem Rollen in Adaptionen verschiedener Theaterstücke von Noël Coward, Jean Giraudoux und Jacques Deval. 
In späteren Jahren hatte Jacobsen nur noch wenige Filmrollen. In dem Film Das Freudenhaus (1971) spielte sie unter der Regie von Alfred Weidenmann die ehemalige Prostituierte Rosa, die sich nach einem bürgerlichen Leben sehnt. Für ihre Darstellung wurde sie mit dem Bundesfilmpreis (Filmband in Gold) ausgezeichnet. 1979 sah man Jacobsen nochmals im Fernsehen in der Komödie Der müde Theodor, einer Aufführung aus dem Kölner Millowitsch-Theater, die vom Westdeutschen Rundfunk aufgezeichnet und in der ARD gesendet wurde.
Sie war außerdem als Hörspielsprecherin des Nordwestdeutschen Rundfunks, unter anderem in Gestatten, mein Name ist Cox, und des Bayerischen Rundfunks tätig.
Jacobsen schrieb als Autorin insbesondere Lustspiele und Boulevard-Komödien, unter anderem die Posse Pechschulze, die Komödie Wege des Zufalls (Uraufführung 1953) und Bumerang. Bei vielen ihrer Stücke führte sie später, bis in die 1980er Jahre hinein, auch regelmäßig Regie. Eine ihre letzten Regiearbeiten war 1987 die Inszenierung des Lustspiels Tratsch im Treppenhaus mit Jenny Jürgens am Theater Die Kleine Freiheit in München. Außerdem bearbeitete sie Stücke anderer Autoren.
Jacobsen war von 1949 bis 1968 mit dem Schauspieler und Regisseur Carl-Heinz Schroth verheiratet, der zwei Monate vor ihr verstarb. Aus dieser Ehe stammt der Sohn Axel. Karin Jacobsen ist auf dem Nordfriedhof in München begraben.  Die Ruhestätte (Grab-Nr. 68-7-3) ist zwischenzeitlich aufgelassen.

## Bühnenstücke (Auswahl)
- Der Mann, mit dem ich verheiratet bin (1949)
- Pechschulze
- Wege des Zufalls (1953)
- Bumerang ... Nur ein Lustspiel (1957)
- Seitenwechsel (1981)

## Filmografie (Auswahl)
- 1949: Die Andere
- 1949: Artistenblut
- 1950: Furioso
- 1952: Liebe im Finanzamt
- 1954: Männer im gefährlichen Alter (Drehbuch)
- 1954: Fräulein vom Amt (Drehbuch)
- 1961: Quadrille
- 1963: Amphitryon 38
- 1963: Die volle Wahrheit (Fernsehfilm)
- 1966: Towarisch
- 1970: Scher' Dich zum Teufel, mein Engel
- 1971: Das Freudenhaus
- 1973: Mordkommission (Fernsehserie)
- 1979: Tatort: Der King
- 1979: Der müde Theodor

## Hörspiele
- 1953: Wolfgang Hildesheimer: Begegnung im Balkanexpress – Regie: Gert Westphal (Hörspiel – NWDR)